# بید کاغذ
بید کاغذ حشره‌ای است از راسته دم‌ریشک داران (Thysanura) از خانواده لپیسماتیده (Lepismatidae). اسم دیگر آن نقره ماهی (Silverfish) است که از حرکت ماهی مانند و همچنین رنگ آبی-خاکستری این جانور گرفته شده، در حالی که اسم علمی (Lepisma saccharina) آن نشان دهنده طرز تغذیه جانور است که بیشتر آن را کربوهیدرات‌هایی مانند شکر و نشاسته تشکیل میدهد.
بید کاغذ جانوری شب رو با بدنی کشیده و صاف است که معمولاً اندازه‌ای بین ۱۳ تا ۲۵ میلی‌متر دارد. شکم آنها در امتداد باریک و به آنها جلوه‌ای ماهی مانند میدهد. بر خلاف بقیه اعضای حشرات دم ریشک دار که چشم ندارند، این جانوران دارای دو چشم کوچک مرکبی هستند. فاقد هرگونه بال ولی دارای دو شاخک هستند. به طور میانگین عمر آنها بین ۲ تا ۸ سال طول می‌کشد.
بید کاغذ از موادی تغذیه می‌کند که دارای پلی ساکاریدهایی مانند نشاسته یا دکسترین ( که در چسب‌ها پیدا میشود) هستند. با اینکه به خاطر ضرری که به لباس، کاغذ، پرده تزئینی و دیگر اشیای خانگی وارد میکنند به عنوان آفت شناخته شده اند، اما ناقل هیچ گونه بیماری نیستند.
صدپا، گوش خیزک و عنکبوت از این بید تغذیه میکنند.

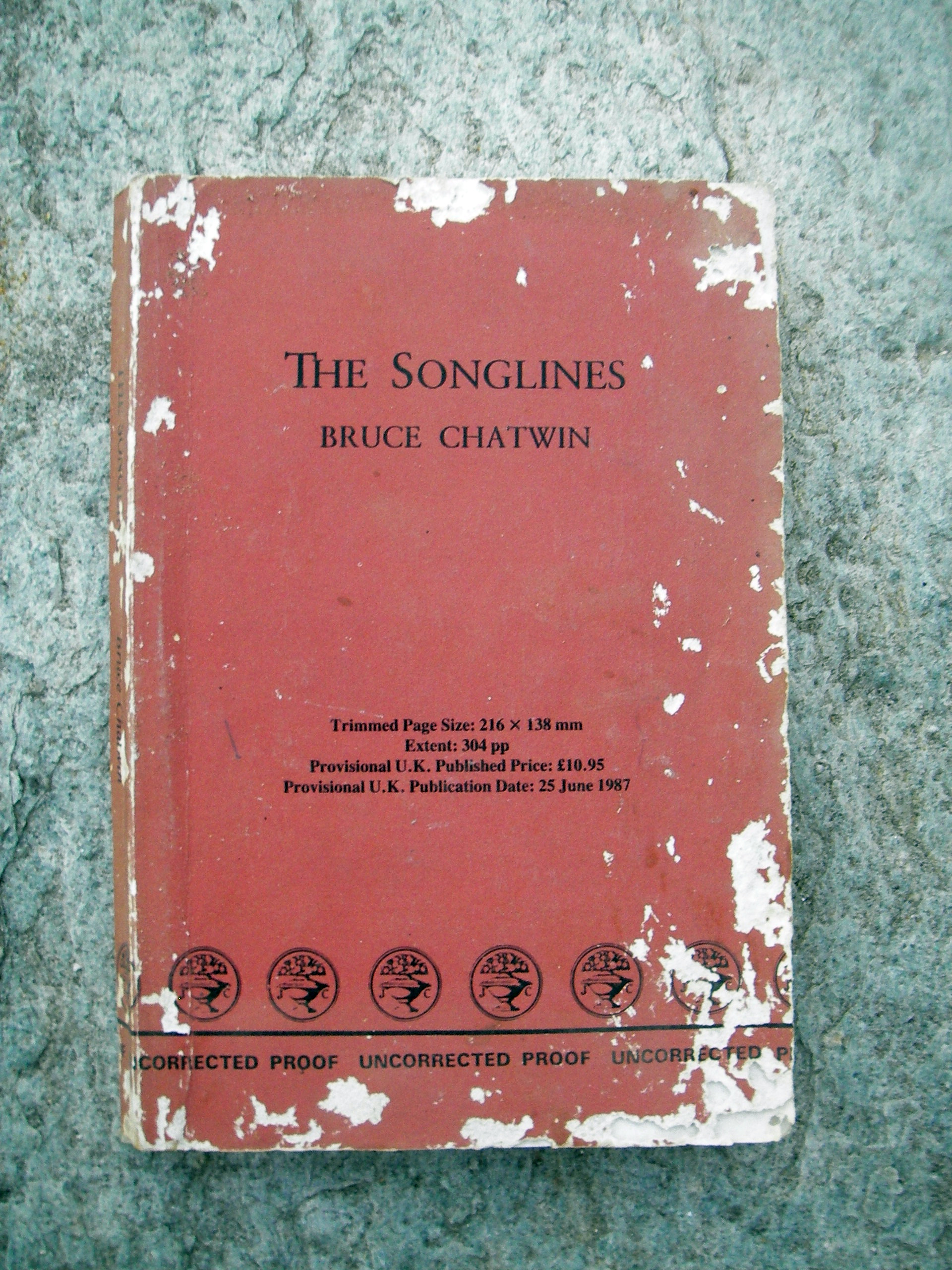
کتابی که توسط یک بید کاغذ خورده شده است